# Galaxy Airlines
Galaxy Airlines Co.Ltd., (giapponese: ギララクシーエアラインズ株式会社, Gyarakushī Earainzu Kabushiki-gaisha) era una compagnia aerea cargo giapponese con sede nell'edificio ARC a Ōta, Tokyo. Gestiva servizi di trasporto merci nazionali. La sua base principale era l'aeroporto internazionale di Tokyo.

## Storia
La compagnia aerea venne costituita il 17 maggio 2005 e la richiesta di operazioni fu presentata al Ministero del territorio, delle infrastrutture e dei trasporti giapponese (MLIT) nel febbraio 2006, con il permesso di iniziare le operazioni dato nel settembre 2006. Il certificato di operatore aereo venne consegnato il 1º settembre dello stesso anno. Il 31 ottobre 2006 iniziarono i servizi con voli tra l'aeroporto Internazionale di Tokyo e l'aeroporto di Naha a Okinawa e il nuovo aeroporto di Kitakyushu a Kyūshū. Nel dicembre 2006, venne ricevuto un secondo aeromobile ordinato direttamente dalla Airbus, un Airbus A300-600F, che iniziò i servizi il 3 aprile 2007 tra l'aeroporto Internazionale di Tokyo, l'aeroporto Internazionale del Kansai di Osaka e l'aeroporto New Chitose a Hokkaidō.
L'azienda aveva sede a Chiyoda, Tokyo, ed era di proprietà di Sagawa Express (90%) e Japan Airlines (10%) e aveva 122 dipendenti (a marzo 2007).
Sebbene il volume di trasporto merci nel 2007 fosse di circa 30.000 tonnellate, il primo aereo, marche JA01GX, era abbastanza vecchio (prodotto nel 1989). A causa dell'aumento dei costi di manutenzione e dell'impennata dei prezzi del greggio, nell'esercizio fiscale terminato a marzo 2008 venne registrato un deficit di 3 miliardi di yen e l'ammortamento forfettario delle attività differite e il deterioramento delle immobilizzazioni diventarono inevitabili, con conseguente debito in eccesso. Non fu possibile elaborare un piano di ricostruzione razionale e alla fine si decise di abbandonare la continuità aziendale.
La compagnia aerea cessò le operazioni nell'ottobre 2008, dopo il licenziamento di tutti i dipendenti avvenuto il 30 settembre e la cessazione dei voli il 28 settembre.

## Flotta
Galaxy Airlines Company operava con 2 Airbus A300-600RF (entrambi venduti dopo l'interruzione delle operazioni nell'ottobre 2008). Uno dei due aerei era stato acquistato di seconda mano, mentre l'altro era stato ordinato direttamente alla Airbus.